# Gouttelette lipidique
Une gouttelette lipidique, également appelée adiposome, est un organite cellulaire riche en lipides, abondant dans les tissus adipeux et intervenant dans le stockage et l'hydrolyse des lipides neutres (électriquement non chargés). Les gouttelettes lipidiques interviennent également comme réservoirs pour le cholestérol et les glycérides destinés à la formation et à l'entretien des membranes biologiques.

## Nature et fonctions
Les gouttelettes lipidiques sont présentes chez tous les eucaryotes et assurent le stockage d'une fraction importante des lipides des mammifères dans les adipocytes. Elles avaient initialement été vues comme de simples réserves de graisses intracellulaires mais, depuis la découverte, dans les années 1990, des protéines qui les recouvrent et régulent à la fois la dynamique de ces gouttelettes et le métabolisme des lipides qui constituent ces dernières, les adiposomes sont à présent considérés comme des organites jouant un rôle déterminant dans le métabolisme énergétique des cellules et le stockage de leurs lipides.
L'implication des adiposomes en dehors du stockage des triglycérides et du cholestérol commence seulement à être élucidée. Les gouttelettes lipidiques sont notamment impliquées dans les réponses inflammatoires faisant intervenir des eicosanoïdes et dans des maladies métaboliques telles que obésité, cancer, et athérome. En dehors des adipocytes, les adiposomes assurent la protection des cellules contre la lipotoxicité (en) en stockant les acides gras sous forme de triglycérides, c'est-à-dire de trois molécules d'acides gras estérifiant une molécule de glycérol. Les acides gras peuvent également être convertis en diglycérides, en céramides et en thioesters de la coenzyme A. Ces intermédiaires lipidiques peuvent interférer avec la signalisation de l'insuline, conduisant à la lipotoxicité et à la résistance à l'insuline d'origine lipidique. Les gouttelettes lipidiques interviennent également comme plateformes de liaison et de dégradation des protéines. Enfin, elles sont utilisées par certains agents infectieux tels que le virus de l'hépatite C, le virus de la dengue et Chlamydia trachomatis,.

## Structure
Les gouttelettes lipidiques sont constituées d'un cœur lipidique formé essentiellement de triglycérides et d'esters de cholestérol et entouré par une couche de phospholipides, ces derniers jouant le rôle le surfactant, empêchant l'adiposome de se collaber. La surface des adiposomes est parsemée d'un certain nombre de protéines qui interviennent dans la régulation du métabolisme des lipides. La famille la mieux connue de telles protéines associées à la surface des gouttelettes lipidiques est la famille des périlipines, encodées par cinq gènes appelés PLIN1, PLIN2 (en) (ADRP), PLIN3 (en) (TIP47), PLIN4 (en) et PLIN5,, (OXPAT, LSDP5, MLDP). L'étude du protéome associé aux adiposomes a mis en évidence de nombreuses autres familles de protéines associées à la surface des gouttelettes lipidiques : protéines intervenant dans la circulation membranaire, l'arrimage des vésicules, l'endocytose et l'exocytose. Les phospholipides de la couche superficielle des adiposomes sont notamment riches en phosphatidylcholine et en phosphatidyléthanolamine, avec une quantité moindre de phosphatidylinositol.
La taille des gouttelettes lipidiques est très variable, allant de 20  à   100 nm de diamètre. Dans les adipocytes, les adiposomes tendent à être plus grands que dans les autres cellules, jusqu'à occuper l'essentiel du volume cellulaire, tandis que, dans les autres cellules, les gouttelettes lipidiques n'apparaissent que dans certaines conditions et sont significativement plus petites.

## Formation
Le mécanisme exact de la formation des gouttelettes lipidiques reste à découvrir. Il est possible qu'elles bourgeonnent à partir de la membrane du réticulum endoplasmique par accumulation des triglycérides entre les deux films de la bicouche phospholipidique. La croissance des adiposomes pourrait ainsi résulter de la diffusion directe d'acides gras, de l'endocytose de stérols, ou par fusion de gouttelettes de plus petite taille à l'aide de protéines SNARE. La seipine intervient également, permettant le transfert des lipides dans l'adiposome. Cette croissance dépend de la production de phosphatidylcholine. On a également observé la scission d'un adiposome en deux gouttelettes lipidiques plus petites, bien que ce processus soit probablement plus rare que la formation de novo.
La formation des gouttelettes lipidiques à partir du réticulum endoplasmique commence avec la synthèse des lipides neutres à transporter. La formation de triglycérides à partir de diglycérides est catalysée par la diacylglycérol O-acyltransférase (DGAT), l'importance de cette enzyme dépendant du type de cellule. Il existe deux isoenzymes de la DGAT, notées DGAT1 et DGAT2 ; aucune n'est indispensable à la biosynthèse des triglycérides et des gouttelettes lipidiques, mais les cellules de mammifères qui en sont dépourvues sont incapables de produire des adiposomes et produisent très difficilement des triglycérides ; la DGAT1, qui semble préférer les acides gras exogènes, n'est pas indispensable à la vie, contrairement à la DGAT2, qui semble préférer les acides gras endogènes.
Dans les cellules autres que les adipocytes, le stockage des lipides et la production et la croissance des gouttelettes lipidiques peuvent être induits par divers stimulus, notamment les facteurs de croissance, les acides gras insaturés à longue chaîne (dont l'acide oléique et l'acide arachidonique), le stress oxydant et les inflammations dues aux lipopolysaccharides bactériens, à divers agents infectieux, au facteur d'activation plaquettaire, aux eicosanoïdes et aux cytokines.